# El desayuno más caro del mundo
El desayuno más caro del mundo es un cortometraje cubano de 1988, con guion de  Senel Paz y Gerardo Chijona y dirección del segundo de ellos.

## Sinopsis
Este es un cortometraje que trata sobre el maquinista de un tren que se detiene en una cafetería para desayunar y, mientras come, su tren se descarrila.

## Premios
- Seleccionado entre los mejores cortometrajes del año. Selección Anual de la Crítica. La Habana, Cuba 1988
- Premios Caracol de fotografía; banda sonora. Festival Nacional UNEAC de Cine, Radio y Televisión. La Habana, Cuba 1988
- Tucán de Oro (ex-aequo). Festival Internacional de Cine, Televisión y Video de Río de Janeiro, Brasil. 1988